# أليخاندرو أرتور غارسيا
أليخاندرو أرتور غارسيا (بالإسبانية: Alejandro Arturo García)‏ هو لاعب كرة قدم مكسيكي، ولد في 21 فبراير 1992 في ارموسييو سونورا في المكسيك. لعب مع نادي مونتيري.

## وصلات خارجية
- أليخاندرو أرتور غارسيا على موقع الاتحاد الدولي (مؤرشف)  (الإنجليزية)
- أليخاندرو أرتور غارسيا على موقع قاعدة بيانات كرة القدم.إي يو (الإنجليزية)